# Центральна школа Ліону
Центральна школа Ліону (фр. École centrale de Lyon) — французька Grande école, яка дає можливість здобути закінчену інженерну освіту на сході Франції (Ліон) і є членом Groupe des écoles centrales. Кілька шведських технічних коледжів мають обміни з École Centrale de Lyon. Особливий інтерес становить мережа TIME, яка після дворічного обміну дає право здавати іспити також з іноземних університетів.

## Знамениті випускники
- Марк Рібу, французький фотограф, фотокореспондент, один з найкращих представників французької школи фотографії та один з найкращих фоторепортерів у світі